# Nucleus of Soul
Nucleus of Soul – płyta O.V. Wrighta, wydana w roku 1969 przez wytwórnię Back Beat Records.
| Nr | Tytuł                     |
| -- | ------------------------- |
| 1  | Blowing In the Wind       |
| 2  | Gonna Forget About You    |
| 3  | I Have None               |
| 4  | You're So Good to Me      |
| 5  | Why Not Give Me a Chance  |
| 6  | Pledging My Love          |
| 7  | This Hurt Is Real         |
| 8  | I'll Have Myself Tomorrow |
| 9  | I'll Take Care of You     |
| 10 | I Want Everyone to Know   |